# Salvador Alvarado

Położenie gminy Salvador Alvarado na mapie stanu Sinaloa

Salvador Alvarado – gmina w północnej części meksykańskiego stanu Sinaloa, położona kilkadziesiąt kilometrów od wybrzeża Pacyfiku nad Zatoką Kalifornijską, oddzielona od niego tylko przez gminę Angostura. Jest jedna z 18 gmin w tym stanie. Leży około 200 km na północny zachód od stolicy stanu Culiacán Rosales. Siedziba władz gminy znajduje się w Guamúchil leżącym u stóp sztucznego zbiornika wodnego Eustaquio Buelna na przedgórzu Sierra Madre Occidental. Gmina w 2005 roku liczyła 76 537 mieszkańców. 
Gminę utworzono przez wydzielenie z gminy Mocorito w 1963 roku decyzją gubernatora stanu Sinaloa. Ludność gminy jest zatrudniona rolnictwie, hodowli, rybołówstwie, przemyśle i usługach. 
Najczęściej uprawia się: pomidory, pszenicę, sorgo, kukurydzę, orzeszki ziemne, sezam, krokosz i soję i fasolę.